# سوبوتکا
سوبوتکا (به لاتین: Sobotka) یک منطقهٔ مسکونی در جمهوری چک است که در شهرستان ییچین واقع شده‌است. سوبوتکا ۲٬۳۲۵ نفر جمعیت دارد.